# Waffeleinpressung

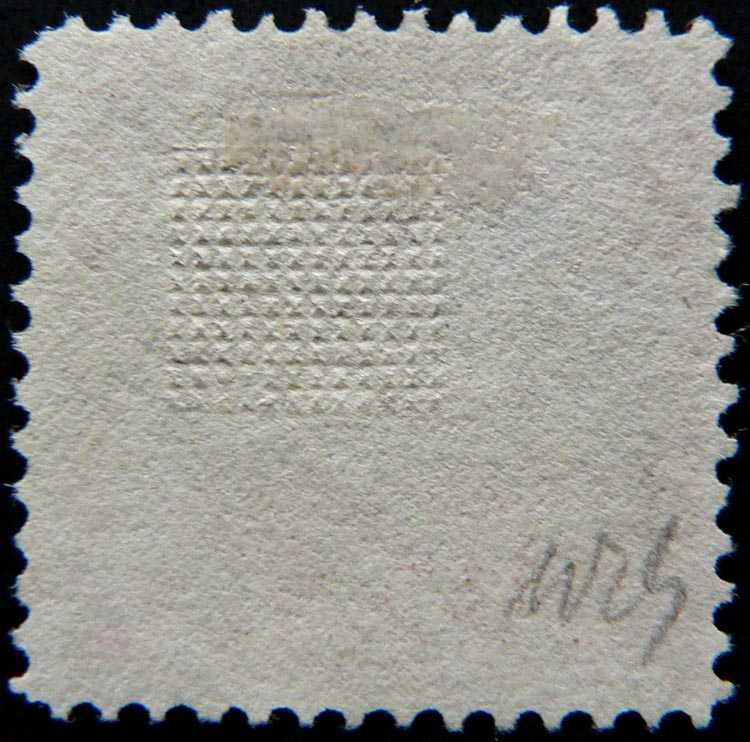
G-Grill-Einpressung auf der Rückseite einer US-amerikanischen Briefmarke

Eine Waffeleinpressung bei Briefmarken ist eine Sicherheitsmaßnahme gegen nochmalige Verwendung der Marke. In diese Briefmarken wurde durch eine Gaufrage ein waffelförmiges Muster (englisch grill) eingeprägt, welches die Stempelfarbe besser aufnehmen sollte. Hierbei wurden die Fasern des Papiers durchbrochen, die Stempelfarbe konnte dort besser eindringen und das Abwaschen der Farbe wurde erschwert. Diese Schutzmaßnahme gab es bei Briefmarken aus den Vereinigten Staaten in den 1860er und 1870er Jahren und bald darauf in Peru. 
Die Gittertypen der USA sind nach dem chronologischen Erscheinen nach dem Alphabet durch William L. Stevenson eingeteilt worden. Bereits davor gab es Ansätze sie zu klassifizieren, aber das System von Stevenson ist seitdem der Standard. Stevenson hatte selbst eine Referenzsammlung zusammengetragen, die über ein paar Zwischenbesitzer an die New York Public Library als Spende kam.
| Type    | Größe in Millimeter |
| ------- | ------------------- |
| A Grill | gesamte Fläche      |
| B Grill | 18 × 15             |
| C Grill | 13 × 16             |
| D Grill | 12 × 14             |
| Z Grill | 11 × 14             |
| E Grill | 11 × 13             |
| F Grill | 9 × 13              |
| G Grill | 9,5 × 9             |
| H Grill | 10 × 12             |
| I Grill | 8,5 × 10            |
| J Grill | 7 × 9,5             |

Der bekannteste Typ ist der Z Grill. Diesen Typ erkannte Stevenson erst später, deswegen ist er nicht in der alphabetischen Reihenfolge. Die älteste Art ist der A Grill, mit der gesamten Briefmarkenfläche. Nachdem festgestellt wurde, dass der A Grill die Marken doch zu sehr beschädigt, prägte man deswegen bald darauf statt der Gesamtfläche nur noch kleinere Rechtecke ein. 